# Ekstraklasa 2022-23
La temporada 2022-23 fue la 89.ª edición de la Ekstraklasa, el más alto nivel de fútbol en Polonia desde su creación en 1927. El Lech Poznań era el defensor del título después de coronarse por octava vez campeón de liga. El Raków Częstochowa se proclamó campeón por primera vez en su historia.

## Formato de competencia
La temporada regular consistió en un torneo de todos contra todos. Participaron un total de 18 equipos, 15 de los cuales estuvieron presentes en la temporada anterior, mientras que los tres restantes fueron promovidos de la I Liga 2021-22. La temporada comenzó el 15 de julio de 2022 y finalizó el 27 de mayo de 2023, con un parón el 13 de noviembre para disputar la Copa Mundial de Fútbol de 2022 en Catar. Cada equipo disputó un total de 34 partidos, la mitad en casa y la otra mitad fuera. Al final de la temporada, el equipo con más puntos en la ronda campeonato se proclama campeón y se clasifica a la primera ronda previa de la Liga de Campeones de la UEFA 2021-22, mientras los equipos que acaben en segunda y tercera posición acceden a la clasificación de la Liga de Conferencia Europa de la UEFA 2021-22. Los clubes que finalizaron en las tres últimas posiciones descienden a segunda división. Es la sexta temporada de Ekstraklasa en utilizar el videoarbitraje (Video Assistant Referee, VAR).

## Ascensos y descensos
El Wisła Cracovia, que quedó 17.º en la temporada pasada, fue relegado a la I liga por primera vez desde la temporada 1993-94, poniendo fin a su estadía de veintiséis años en la máxima categoría. El Bruk-Bet Termalica Nieciecza (16.º) y el Górnik Łęczna (18.º) también descendieron a segunda división tras un año en la Ekstraklasa. En cambio, la temporada 2022-23 marca el regreso de Miedź Legnica a la máxima categoría después de 3 años, habiendo jugado por última vez en la temporada 2018-19. El 22 de mayo, después de una victoria por 2-1 ante el Podbeskidzie Bielsko-Biała, el Widzew Łódź confirmó su ascenso a la Ekstraklasa después de 8 años, habiendo jugado por última vez en la temporada 2013-14. El último ascendido fue el Korona Kielce, que regresó a primera división dos años más tarde de su descenso, tras vencer 3-2 al Chrobry Głogów en la final de los play-off.
| Pos. | Descendidos de la Ekstraklasa 2021-22 |
| ---- | ------------------------------------- |
| 16º  | Bruk-Bet Termalica Nieciecza          |
| 17º  | Wisła Cracovia                        |
| 18º  | Górnik Łęczna                         |

| Pos.  | Ascendidos de la I Liga de Polonia 2021-22 |
| ----- | ------------------------------------------ |
| 1º    | Miedź Legnica                              |
| 2º    | Widzew Łódź                                |
| Prom. | Korona Kielce                              |

## Equipos participantes
| Equipo                | Ciudad      | Estadio                           | Capacidad |
| --------------------- | ----------- | --------------------------------- | --------- |
| KS Cracovia           | Cracovia    | Estadio Mariscal Józef Piłsudski  | 15.114    |
| Górnik Zabrze         | Zabrze      | Estadio Ernest Pohl               | 24.563    |
| Jagiellonia Białystok | Białystok   | Estadio Municipal de Bialystok    | 22.432    |
| Korona Kielce         | Kielce      | Estadio Municipal de Kielce       | 15.550    |
| Lech Poznań           | Poznań      | Estadio Municipal de Poznań       | 43.269    |
| Lechia Gdańsk         | Gdańsk      | Arena Gdansk                      | 43.615    |
| Legia de Varsovia     | Varsovia    | Estadio del Ejército Polaco       | 31.800    |
| Miedź Legnica         | Legnica     | Estadio Municipal de Legnica      | 6.864     |
| Piast Gliwice         | Gliwice     | Estadio Municipal de Gliwice      | 10.037    |
| Pogoń Szczecin        | Szczecin    | Estadio Municipal Florian Krygier | 21.163    |
| Radomiak Radom        | Radom       | Estadio Lekkoatletyczno-Piłkarski | 4.501     |
| Raków Częstochowa     | Częstochowa | Estadio Municipal de Częstochowa  | 5.500     |
| Stal Mielec           | Mielec      | Estadio MOSiR de Mielec           | 6.864     |
| Śląsk Wrocław         | Breslavia   | Estadio Municipal de Wrocław      | 45.105    |
| Warta Poznań          | Poznań      | Estadio Dyskobolia                | 5.383     |
| Widzew Łódź           | Łódź        | Estadio Widzew Łódź               | 18.018    |
| Wisła Płock           | Płock       | Estadio Kazimierz Górski          | 3.500     |
| Zagłębie Lubin        | Lubin       | Dialog Arena                      | 16.068    |

### Personal y uniformes
| Club                  | Entrenador          | Capitán           | Firma deportiva | Patrocinador     |
| --------------------- | ------------------- | ----------------- | --------------- | ---------------- |
| KS Cracovia           | Jacek Zieliński     | Kamil Pestka      | Puma            | Comarch          |
| Górnik Zabrze         | Jan Urban           | Erik Janža        | Hummel          | Węglokoks        |
| Jagiellonia Białystok | Adrian Siemieniec   | Taras Romanczuk   | Kappa           | STS              |
| Korona Kielce         | Kamil Kuzera        | Jacek Kiełb       | 4F              | Suzuki           |
| Lech Poznań           | John van den Brom   | Mikael Ishak      | Macron          | STS              |
| Lechia Gdańsk         | David Badía Cequier | Flávio Paixão     | Adidas          | eToro            |
| Legia Varsovia        | Kosta Runjaić       | Josué Pesqueira   | Adidas          | Plus500          |
| Miedź Legnica         | Grzegorz Mokry      | Szymon Matuszek   | Adidas          | Votum Energy     |
| Piast Gliwice         | Aleksandar Vuković  | Jakub Czerwiński  | 4F              | Betclic, Kar-Tel |
| Pogoń Szczecin        | Jens Gustafsson     | Damian Dąbrowski  | Capelli Sport   | Betcris          |
| Radomiak Radom        | Constantin Gâlcă    | Leândro Rossi     | Joma            | Enea SA          |
| Raków Częstochowa     | Marek Papszun       | Andrzej Niewulis  | 4F              | x-kom, forBET    |
| Stal Mielec           | Kamil Kiereś        | Krystian Getinger | 4F              | PGE              |
| Śląsk Wrocław         | Jacek Magiera       | Michał Szromnik   | Nike            | LV BET           |
| Warta Poznań          | Dawid Szulczek      | Bartosz Kieliba   | Nike            | TOTALbet         |
| Widzew Łódź           | Janusz Niedźwiedź   | Patryk Stępiński  | Kappa           | DiMedical        |
| Wisła Płock           | Pavol Staňo         | Jakub Rzeźniczak  | Adidas          | PKN Orlen        |
| Zagłębie Lubin        | Waldemar Fornalik   | Bartosz Kopacz    | Nike            | KGHM             |

### Cambios de entrenadores
| Equipo                | Entrenador (Jornadas) | Fecha de vacante        | Tipo de salida    | Posición en la tabla | Entrenador entrante | Fecha de nombramiento   |
| --------------------- | --------------------- | ----------------------- | ----------------- | -------------------- | ------------------- | ----------------------- |
| Pogoń Szczecin        | Kosta Runjaić         | 15 de junio de 2022     | Fin de contrato   | Pre-temporada        | Jens Gustafsson     | 30 de junio de 2022     |
| Legia Varsovia        | Aleksandar Vuković    | 23 de junio de 2022     | Fin de contrato   | Pre-temporada        | Kosta Runjaić       | 30 de junio de 2022     |
| Śląsk Wrocław         | Piotr Tworek          | 25 de mayo de 2022      | Despedido         | Pre-temporada        | Ivan Đurđević       | 2 de junio de 2022      |
| Lech Poznań           | Maciej Skorża         | 6 de junio de 2022      | Dimisión          | Pre-temporada        | John van den Brom   | 20 de junio de 2022     |
| Jagiellonia Białystok | Piotr Nowak           | 10 de junio de 2022     | Despedido         | Pre-temporada        | Maciej Stolarczyk   | 14 de junio de 2022     |
| Górnik Zabrze         | Jan Urban             | 14 de junio de 2022     | Despedido         | Pre-temporada        | Bartosch Gaul       | 23 de junio de 2022     |
| Lechia Gdańsk         | Tomasz Kaczmarek      | 1 de septiembre de 2022 | Despedido         | 18º                  | Maciej Kalkowski    | 1 de septiembre de 2022 |
| Miedź Legnica         | Wojciech Łobodziński  | 11 de octubre de 2022   | Despedido         | 18º                  | Radosław Bella      | 11 de octubre de 2022   |
| Miedź Legnica         | Radosław Bella        | 17 de octubre de 2022   | Cargo provisional | 18º                  | Grzegorz Mokry      | 17 de octubre de 2022   |
| Piast Gliwice         | Waldemar Fornalik     | 25 de octubre de 2022   | Dimisión          | 15º                  | Aleksandar Vuković  | 27 de octubre de 2022   |
| Korona Kielce         | Leszek Ojrzyński      | 29 de octubre de 2022   | Despedido         | 16º                  | Kamil Kuzera        | 29 de octubre de 2022   |
| Zagłębie Lubin        | Piotr Stokowiec       | 8 de noviembre de 2022  | Despedido         | 14º                  | Paweł Karmelita     | 8 de noviembre de 2022  |
| Zagłębie Lubin        | Paweł Karmelita       | 29 de noviembre de 2022 | Cargo provisional | 15º                  | Waldemar Fornalik   | 29 de noviembre de 2022 |
| Górnik Zabrze         | Bartosch Gaul         | 18 de marzo de 2023     | Despedido         | 14º                  | Jan Urban           | 18 de marzo de 2023     |
| Stal Mielec           | Adam Majewski         | 20 de marzo de 2023     | Despedido         | 11º                  | Kamil Kiereś        | 20 de marzo de 2023     |
| Lechia Gdańsk         | Marcin Kaczmarek      | 21 de marzo de 2023     | Despedido         | 17º                  | David Badía Cequier | 21 de marzo de 2023     |
| Jagiellonia Białystok | Maciej Stolarczyk     | 4 de abril de 2023      | Despedido         | 14º                  | Adrian Siemieniec   | 4 de abril de 2023      |
| Radomiak Radom        | Mariusz Lewandowski   | 16 de abril de 2023     | Despedido         | 11º                  | Constantin Gâlcă    | 16 de abril de 2023     |
| Śląsk Wrocław         | Ivan Đurđević         | 21 de abril de 2023     | Despedido         | 16º                  | Jacek Magiera       | 21 de abril de 2023     |
| Wisła Płock           | Pavol Staňo           | 16 de mayo de 2023      | Despedido         | 15º                  | Marek Saganowski    | 16 de mayo de 2023      |

## Clasificación
| Pos. | Equipo                | Pts. | PJ | G  | E  | P  | GF | GC | Dif. | Clasificación o descenso                                         |
| ---- | --------------------- | ---- | -- | -- | -- | -- | -- | -- | ---- | ---------------------------------------------------------------- |
| 1    | Raków Częstochowa (C) | 75   | 34 | 23 | 6  | 5  | 63 | 24 | +39  | Clasificación para la Liga de Campeones de la UEFA 2023-24       |
| 2    | Legia Varsovia        | 66   | 34 | 19 | 9  | 6  | 57 | 37 | +20  | Clasificación para la Liga Europa Conferencia de la UEFA 2023-24 |
| 3    | Lech Poznań           | 61   | 34 | 17 | 10 | 7  | 51 | 29 | +22  | Clasificación para la Liga Europa Conferencia de la UEFA 2023-24 |
| 4    | Pogoń Szczecin        | 60   | 34 | 17 | 9  | 8  | 57 | 46 | +11  | Clasificación para la Liga Europa Conferencia de la UEFA 2023-24 |
| 5    | Piast Gliwice         | 50   | 34 | 14 | 8  | 12 | 37 | 32 | +5   |                                                                  |
| 6    | Górnik Zabrze         | 48   | 34 | 13 | 9  | 12 | 45 | 43 | +2   |                                                                  |
| 7    | Warta Poznań          | 45   | 34 | 12 | 9  | 13 | 37 | 35 | +2   |                                                                  |
| 8    | Radomiak Radom        | 44   | 34 | 12 | 8  | 14 | 34 | 41 | −7   |                                                                  |
| 9    | Zagłębie Lubin        | 45   | 34 | 12 | 9  | 13 | 35 | 44 | −9   |                                                                  |
| 10   | KS Cracovia           | 46   | 34 | 12 | 10 | 12 | 41 | 35 | +6   |                                                                  |
| 11   | Widzew Łódź           | 41   | 34 | 11 | 8  | 15 | 38 | 47 | −9   |                                                                  |
| 12   | Jagiellonia Białystok | 41   | 34 | 9  | 14 | 11 | 48 | 49 | −1   |                                                                  |
| 13   | Stal Mielec           | 43   | 34 | 11 | 10 | 13 | 36 | 40 | −4   |                                                                  |
| 14   | Korona Kielce         | 41   | 34 | 11 | 8  | 15 | 39 | 48 | −9   |                                                                  |
| 15   | Śląsk Wrocław         | 38   | 34 | 9  | 11 | 14 | 35 | 48 | −13  |                                                                  |
| 16   | Wisła Płock (D)       | 37   | 34 | 10 | 7  | 17 | 41 | 50 | −9   | Descenso a la I Liga                                             |
| 17   | Lechia Gdańsk (D)     | 33   | 34 | 9  | 6  | 19 | 29 | 53 | −24  | Descenso a la I Liga                                             |
| 18   | Miedź Legnica (D)     | 23   | 34 | 4  | 11 | 19 | 33 | 55 | −22  | Descenso a la I Liga                                             |

Actualizado a los partidos jugados a fecha desconocida.
 Fuente: ekstraklasa.org
Notas:
1. ↑  El campeón de la Copa de Polonia 2022-23, Legia Varsovia, se clasificó a competición internacional por medio de la liga, por lo cual el equipo ubicado en cuarto lugar se clasificará a la Liga Europa Conferencia

### Resultados
| Local \ Visitante     | CRA | GÓR | JAG | KOR | LPO | LGD | LEG | MLE | PIA | POG | RAD | RAK | STA | ŚLĄ | WAR | WID | WPŁ | ZAG |
| --------------------- | --- | --- | --- | --- | --- | --- | --- | --- | --- | --- | --- | --- | --- | --- | --- | --- | --- | --- |
| KS Cracovia           | —   | 2–0 | 1–0 | 2–0 | 0–0 | 0–1 | 3–0 | 1–1 | 0–1 | 1–1 | 3–0 | 3–0 | 2–1 | 1–1 | 0–2 | 1–1 | 3–0 | 0–1 |
| Górnik Zabrze         | 0–2 | —   | 1–1 | 1–1 | 1–2 | 1–1 | 0–1 | 0–3 | 3–3 | 2–1 | 0–0 | 1–0 | 1–3 | 2–0 | 2–0 | 3–0 | 3–2 | 2–3 |
| Jagiellonia Białystok | 1–1 | 2–1 | —   | 4–1 | 1–2 | 1–0 | 2–5 | 2–1 | 2–0 | 2–0 | 1–2 | 1–2 | 4–0 | 1–1 | 3–1 | 0–2 | 1–1 | 2–2 |
| Korona Kielce         | 2–1 | 1–2 | 2–1 | —   | 0–3 | 1–0 | 1–1 | 1–0 | 1–1 | 1–2 | 2–1 | 1–0 | 0–2 | 3–1 | 0–1 | 0–1 | 1–0 | 2–2 |
| Lech Poznań           | 3–0 | 0–1 | 2–0 | 3–2 | —   | 5–0 | 0–0 | 1–0 | 1–0 | 2–2 | 1–0 | 1–2 | 0–2 | 0–1 | 2–0 | 2–0 | 1–3 | 1–2 |
| Lechia Gdańsk         | 1–2 | 2–1 | 2–2 | 0–1 | 0–3 | —   | 1–0 | 4–0 | 1–3 | 0–1 | 1–3 | 0–3 | 1–0 | 0–0 | 0–0 | 0–0 | 1–0 | 1–3 |
| Legia Varsovia        | 2–2 | 2–2 | 5–1 | 3–2 | 2–2 | 2–1 | —   | 3–2 | 2–0 | 1–1 | 1–0 | 3–1 | 2–0 | 3–1 | 1–0 | 2–2 | 2–0 | 2–0 |
| Miedź Legnica         | 1–1 | 0–0 | 1–1 | 2–2 | 2–2 | 2–1 | 2–2 | —   | 0–1 | 2–4 | 0–0 | 0–2 | 0–2 | 1–0 | 1–2 | 0–1 | 2–1 | 0–1 |
| Piast Gliwice         | 2–1 | 1–0 | 1–1 | 2–1 | 1–1 | 0–1 | 0–1 | 2–1 | —   | 0–0 | 1–2 | 0–1 | 4–0 | 1–1 | 0–2 | 1–2 | 1–0 | 0–1 |
| Pogoń Szczecin        | 3–2 | 1–4 | 1–0 | 0–0 | 2–2 | 2–1 | 2–1 | 3–2 | 1–1 | —   | 4–0 | 0–2 | 4–2 | 0–2 | 3–1 | 2–1 | 2–2 | 3–0 |
| Radomiak Radom        | 0–2 | 0–3 | 0–0 | 0–2 | 1–1 | 4–1 | 0–2 | 1–1 | 0–1 | 1–2 | —   | 0–0 | 1–0 | 2–0 | 2–3 | 3–1 | 2–0 | 0–1 |
| Raków Częstochowa     | 4–1 | 2–0 | 2–2 | 1–0 | 0–2 | 4–0 | 4–0 | 1–0 | 1–0 | 1–0 | 3–0 | —   | 3–2 | 4–1 | 1–0 | 2–0 | 7–1 | 1–1 |
| Stal Mielec           | 2–0 | 0–1 | 1–1 | 2–1 | 0–0 | 0–0 | 0–1 | 1–1 | 0–2 | 4–2 | 1–1 | 0–0 | —   | 2–0 | 1–0 | 0–3 | 1–1 | 3–0 |
| Śląsk Wrocław         | 1–1 | 4–1 | 2–2 | 1–1 | 2–1 | 2–1 | 0–0 | 4–2 | 0–1 | 2–1 | 0–1 | 1–4 | 1–1 | —   | 0–2 | 0–0 | 3–1 | 0–3 |
| Warta Poznań          | 0–0 | 0–0 | 2–0 | 5–1 | 0–1 | 2–0 | 1–0 | 1–1 | 1–1 | 1–2 | 1–2 | 1–1 | 1–1 | 3–1 | —   | 0–1 | 0–4 | 2–2 |
| Widzew Łódź           | 2–0 | 2–3 | 1–1 | 0–3 | 1–2 | 2–3 | 1–2 | 1–0 | 2–3 | 3–3 | 1–3 | 0–0 | 0–2 | 1–0 | 0–2 | —   | 2–1 | 3–0 |
| Wisła Płock           | 1–0 | 1–1 | 2–4 | 2–1 | 0–1 | 3–0 | 2–1 | 4–1 | 1–0 | 0–1 | 1–1 | 1–2 | 0–0 | 1–2 | 1–0 | 1–1 | —   | 2–0 |
| Zagłębie Lubin        | 0–2 | 0–2 | 1–1 | 1–1 | 1–1 | 0–3 | 1–2 | 2–1 | 0–2 | 0–1 | 0–1 | 1–2 | 2–0 | 0–0 | 0–0 | 2–0 | 2–1 | —   |

## Evolución de la clasificación
| Equipo ╲ Jornada      | 1           | 2  | 3  | 4  | 5  | 6  | 7  | 8  | 9  | 10 | 11 | 12 | 13 | 14 | 15 | 16 | 17 | 18 | 19 | 20 | 21 | 22 | 23 | 24 | 25 | 26 | 27 | 28 | 29 | 30 | 31 | 32 | 33 | 34 |   |
| --------------------- | ----------- | -- | -- | -- | -- | -- | -- | -- | -- | -- | -- | -- | -- | -- | -- | -- | -- | -- | -- | -- | -- | -- | -- | -- | -- | -- | -- | -- | -- | -- | -- | -- | -- | -- | - |
| Equipo ╲ Jornada      | KS Cracovia | 3  | 2  | 2  | 2  | 5  | 4  | 6  | 4  | 6  | 6  | 5  | 9  | 8  | 9  | 7  | 6  | 8  | 6  | 6  | 7  | 6  | 6  | 6  | 6  | 7  | 7  | 9  | 8  | 7  | 7  | 7  | 8  | 10 | 7 |
| Górnik Zabrze         | 15          | 14 | 10 | 7  | 11 | 10 | 12 | 12 | 14 | 10 | 13 | 14 | 14 | 14 | 13 | 11 | 12 | 12 | 13 | 14 | 15 | 13 | 15 | 16 | 15 | 16 | 16 | 14 | 11 | 9  | 8  | 6  | 6  | 6  |   |
| Jagiellonia Białystok | 2           | 9  | 12 | 13 | 14 | 12 | 13 | 14 | 9  | 9  | 7  | 8  | 9  | 10 | 12 | 13 | 13 | 15 | 14 | 12 | 12 | 14 | 14 | 13 | 14 | 14 | 12 | 13 | 9  | 8  | 10 | 12 | 12 | 14 |   |
| Korona Kielce         | 7           | 12 | 6  | 5  | 10 | 13 | 8  | 9  | 12 | 15 | 16 | 15 | 16 | 16 | 17 | 17 | 17 | 18 | 17 | 17 | 17 | 17 | 16 | 15 | 16 | 15 | 13 | 11 | 14 | 14 | 13 | 14 | 14 | 13 |   |
| Lech Poznań           | 17          | 16 | 18 | 17 | 18 | 17 | 15 | 8  | 11 | 7  | 10 | 7  | 7  | 7  | 8  | 8  | 6  | 5  | 3  | 3  | 3  | 4  | 3  | 3  | 3  | 3  | 3  | 3  | 4  | 4  | 4  | 4  | 3  | 3  |   |
| Lechia Gdańsk         | 18          | 17 | 13 | 14 | 16 | 16 | 18 | 18 | 18 | 18 | 18 | 17 | 17 | 17 | 15 | 15 | 14 | 13 | 12 | 13 | 14 | 16 | 17 | 17 | 17 | 17 | 17 | 17 | 17 | 17 | 17 | 17 | 17 | 17 |   |
| Legia Varsovia        | 8           | 3  | 8  | 6  | 4  | 2  | 2  | 2  | 3  | 1  | 2  | 2  | 3  | 4  | 2  | 2  | 2  | 2  | 2  | 2  | 2  | 2  | 2  | 2  | 2  | 2  | 2  | 2  | 2  | 2  | 2  | 2  | 2  | 2  |   |
| Miedź Legnica         | 9           | 11 | 16 | 16 | 17 | 18 | 17 | 17 | 17 | 17 | 17 | 18 | 18 | 18 | 18 | 18 | 18 | 17 | 18 | 18 | 18 | 18 | 18 | 18 | 18 | 18 | 18 | 18 | 18 | 18 | 18 | 18 | 18 | 18 |   |
| Piast Gliwice         | 16          | 15 | 17 | 18 | 15 | 14 | 16 | 13 | 15 | 14 | 15 | 16 | 15 | 15 | 16 | 16 | 16 | 16 | 16 | 15 | 16 | 15 | 13 | 14 | 10 | 8  | 8  | 6  | 6  | 6  | 5  | 5  | 5  | 5  |   |
| Pogoń Szczecin        | 5           | 8  | 4  | 3  | 3  | 5  | 4  | 3  | 2  | 3  | 1  | 4  | 5  | 5  | 3  | 4  | 4  | 3  | 5  | 5  | 5  | 5  | 4  | 4  | 4  | 4  | 4  | 4  | 3  | 3  | 3  | 3  | 4  | 4  |   |
| Radomiak Radom        | 10          | 10 | 15 | 11 | 6  | 3  | 5  | 7  | 5  | 8  | 12 | 13 | 11 | 8  | 10 | 10 | 10 | 10 | 9  | 9  | 7  | 7  | 8  | 8  | 9  | 10 | 10 | 12 | 13 | 12 | 12 | 10 | 8  | 10 |   |
| Raków Częstochowa     | 6           | 7  | 3  | 8  | 9  | 9  | 3  | 6  | 4  | 2  | 4  | 1  | 1  | 1  | 1  | 1  | 1  | 1  | 1  | 1  | 1  | 1  | 1  | 1  | 1  | 1  | 1  | 1  | 1  | 1  | 1  | 1  | 1  | 1  |   |
| Stal Mielec           | 4           | 4  | 5  | 4  | 2  | 6  | 9  | 5  | 8  | 13 | 9  | 6  | 6  | 6  | 6  | 5  | 7  | 8  | 8  | 6  | 8  | 9  | 9  | 10 | 11 | 11 | 11 | 10 | 12 | 10 | 11 | 13 | 13 | 11 |   |
| Śląsk Wrocław         | 11          | 5  | 7  | 9  | 7  | 7  | 10 | 16 | 10 | 12 | 14 | 11 | 13 | 12 | 11 | 12 | 11 | 11 | 11 | 11 | 11 | 11 | 10 | 11 | 12 | 12 | 14 | 16 | 16 | 16 | 16 | 16 | 15 | 15 |   |
| Warta Poznań          | 14          | 18 | 13 | 15 | 12 | 15 | 11 | 11 | 13 | 16 | 11 | 12 | 10 | 11 | 9  | 9  | 9  | 9  | 10 | 10 | 10 | 8  | 7  | 7  | 5  | 5  | 5  | 5  | 5  | 5  | 6  | 7  | 7  | 8  |   |
| Widzew Łódź           | 13          | 6  | 11 | 12 | 13 | 11 | 7  | 10 | 7  | 5  | 6  | 5  | 4  | 2  | 4  | 3  | 3  | 4  | 4  | 4  | 4  | 3  | 5  | 5  | 6  | 6  | 6  | 7  | 8  | 11 | 9  | 9  | 11 | 12 |   |
| Wisła Płock           | 1           | 1  | 1  | 1  | 1  | 1  | 1  | 1  | 1  | 4  | 3  | 3  | 2  | 3  | 5  | 7  | 5  | 7  | 7  | 8  | 9  | 10 | 12 | 9  | 8  | 9  | 9  | 9  | 10 | 13 | 15 | 15 | 16 | 16 |   |
| Zagłębie Lubin        | 12          | 13 | 9  | 10 | 8  | 8  | 14 | 15 | 16 | 11 | 8  | 10 | 12 | 13 | 14 | 14 | 15 | 14 | 15 | 16 | 13 | 12 | 11 | 12 | 13 | 13 | 15 | 15 | 15 | 15 | 14 | 11 | 9  | 9  |   |

## Estadísticas de jugadores

### Máximos goleadores
A continuación se detallan los máximos goleadores de la temporada.
| Pos. | Jugador              | Equipo                | Goles |
| ---- | -------------------- | --------------------- | ----- |
| 1    | Marc Gual            | Jagiellonia Białystok | 16    |
| 2    | Jesús Imaz           | Jagiellonia Białystok | 14    |
| 3    | Kamil Grosicki       | Pogoń Szczecin        | 13    |
| 4    | Josué Pesqueira      | Legia Varsovia        | 12    |
| 5    | Mikael Ishak         | Lech Poznań           | 11    |
| 5    | Jakub Łukowski       | Korona Kielce         | 11    |
| 7    | Bartosz Nowak        | Raków Częstochowa     | 10    |
| 7    | Bartłomiej Pawłowski | Widzew Łódź           | 10    |
| 7    | John Yeboah          | Śląsk Wrocław         | 10    |

### Máximos asistentes
A continuación se detallan los máximos asistentes de la temporada.
| Pos. | Jugador             | Equipo                | Asistencias |
| ---- | ------------------- | --------------------- | ----------- |
| 1    | Lukas Podolski      | Górnik Zabrze         | 9           |
| 2    | Rafał Wolski        | Wisła Płock           | 8           |
| 2    | Erik Janža          | Górnik Zabrze         | 8           |
| 4    | Fran Tudor          | Raków Częstochowa     | 7           |
| 4    | Paweł Wszołek       | Legia Varsovia        | 7           |
| 6    | Marc Gual           | Jagiellonia Białystok | 6           |
| 6    | Ivi López           | Raków Częstochowa     | 6           |
| 6    | Ernest Muçi         | Legia Varsovia        | 6           |
| 6    | Josué Pesqueira     | Legia Varsovia        | 6           |
| 6    | Pontus Almqvist     | Pogoń Szczecin        | 6           |
| 6    | Kamil Grosicki      | Pogoń Szczecin        | 6           |
| 6    | Sebastian Kowalczyk | Pogoń Szczecin        | 6           |
| 6    | Maxime Dominguez    | Miedź Legnica         | 6           |

### Tripletes o más
A continuación se detallan los tripletes conseguidos a lo largo de la temporada.
| Fecha      | Jugador               | Goles         | Local                 | Resultado | Visitante             | Rep.       |
| ---------- | --------------------- | ------------- | --------------------- | --------- | --------------------- | ---------- |
| 21/8/2022  | Kamil Wilczek         | 23' 50' 55'   | Piast Gliwice         | 4 – 0     | Stal Mielec           | Jornada 6  |
| 28/10/2022 | Sebastian Kowalczyk   | 11' 13' 75'   | Miedź Legnica         | 2 – 4     | Pogoń Szczecin        | Jornada 15 |
| 29/10/2022 | Josué Pesqueira       | 28' 40' 72'   | Jagiellonia Białystok | 2 – 5     | Legia de Varsovia     | Jornada 15 |
| 5/11/2022  | Vladislavs Gutkovskis | 3' 7' 37' 40' | Raków Częstochowa     | 7 – 1     | Wisła Płock           | Jornada 16 |
| 21/4/2023  | Marc Gual             | 35' 46' 58'   | Wisła Płock           | 2 – 4     | Jagiellonia Białystok | Jornada 29 |

## Premios

### Premios mensuales

#### Jugador del mes
| Premio     | Galardonado                                                          | Equipo                                                               |
| ---------- | -------------------------------------------------------------------- | -------------------------------------------------------------------- |
| Julio      | Rafał Wolski                                                         | Wisła Płock                                                          |
| Agosto     | Bartosz Nowak                                                        | Raków Częstochowa                                                    |
| Septiembre | Jesús Imaz                                                           | Jagiellonia Białystok                                                |
| Octubre    | Saïd Hamulić                                                         | Stal Mielec                                                          |
| Noviembre  | Vladislavs Gutkovskis                                                | Raków Częstochowa                                                    |
| Diciembre  | No entregado por la celebración de la Copa Mundial de Fútbol de 2022 | No entregado por la celebración de la Copa Mundial de Fútbol de 2022 |
| Enero      | No entregado por la celebración de la Copa Mundial de Fútbol de 2022 | No entregado por la celebración de la Copa Mundial de Fútbol de 2022 |
| Febrero    | John Yeboah                                                          | Śląsk Wrocław                                                        |
| Marzo      | Ivi López                                                            | Raków Częstochowa                                                    |
| Abril      | Marc Gual                                                            | Jagiellonia Białystok                                                |
| Mayo       | Kristoffer Velde                                                     | Lech Poznań                                                          |

#### Jugador joven del mes
| Premio     | Galardonado                                                          | Equipo                                                               |
| ---------- | -------------------------------------------------------------------- | -------------------------------------------------------------------- |
| Julio      | Michał Rakoczy                                                       | KS Cracovia                                                          |
| Agosto     | Aleksander Paluszek                                                  | Górnik Zabrze                                                        |
| Septiembre | Olaf Kobacki                                                         | Miedź Legnica                                                        |
| Octubre    | Szymon Włodarczyk                                                    | Górnik Zabrze                                                        |
| Noviembre  | Filip Szymczak                                                       | Lech Poznań                                                          |
| Diciembre  | No entregado por la celebración de la Copa Mundial de Fútbol de 2022 | No entregado por la celebración de la Copa Mundial de Fútbol de 2022 |
| Enero      | No entregado por la celebración de la Copa Mundial de Fútbol de 2022 | No entregado por la celebración de la Copa Mundial de Fútbol de 2022 |
| Febrero    | Gabriel Kobylak                                                      | Radomiak Radom                                                       |
| Marzo      | Filip Marchwiński                                                    | Lech Poznań                                                          |
| Abril      | Ariel Mosór                                                          | Piast Gliwice                                                        |
| Mayo       | Maciej Rosołek                                                       | Legia Varsovia                                                       |

#### Entrenador del mes
| Premio     | Galardonado                                                          | Equipo                                                               |
| ---------- | -------------------------------------------------------------------- | -------------------------------------------------------------------- |
| Julio      | Pavol Staňo                                                          | Wisła Płock                                                          |
| Agosto     | Kosta Runjaić                                                        | Legia Varsovia                                                       |
| Septiembre | John van den Brom                                                    | Lech Poznań                                                          |
| Octubre    | Marek Papszun                                                        | Raków Częstochowa                                                    |
| Noviembre  | Marek Papszun                                                        | Raków Częstochowa                                                    |
| Diciembre  | No entregado por la celebración de la Copa Mundial de Fútbol de 2022 | No entregado por la celebración de la Copa Mundial de Fútbol de 2022 |
| Enero      | No entregado por la celebración de la Copa Mundial de Fútbol de 2022 | No entregado por la celebración de la Copa Mundial de Fútbol de 2022 |
| Febrero    | Marek Papszun                                                        | Raków Częstochowa                                                    |
| Marzo      | Marek Papszun                                                        | Raków Częstochowa                                                    |
| Abril      | Aleksandar Vuković                                                   | Piast Gliwice                                                        |
| Mayo       | Jan Urban                                                            | Górnik Zabrze                                                        |

### Premios anuales
| Premio                        | Galardonado      | Equipo                |
| ----------------------------- | ---------------- | --------------------- |
| Mejor jugador de la temporada | Kamil Grosicki   | Pogoń Szczecin        |
| Mejor jugador joven           | Ariel Mosór      | Piast Gliwice         |
| Mejor portero                 | Vladan Kovačević | Raków Częstochowa     |
| Mejor defensa                 | Fran Tudor       | Raków Częstochowa     |
| Mejor centrocampista          | Josué Pesqueira  | Legia de Varsovia     |
| Mejor delantero               | Marc Gual        | Jagiellonia Białystok |
| Mejor entrenador              | Marek Papszun    | Raków Częstochowa     |
| Mejor gol de la temporada     | Fabian Piasecki  | Raków Częstochowa     |